# 하타오 히로토
하타오 히로토(일본어: 畑尾 大翔, 1990년 9월 16일 ~ )는 일본의 축구 선수이다.

## 구단 경력
그는 2014년부터 J리그의 방포레 고후, 나고야 그램퍼스, 오미야 아르디자, 더스파구사쓰 군마에서 뛰었다.